# Michael Filz
Michael Filz (* 12. April 1777 in Passau; † 19. Februar 1854 in Michaelbeuern, Land Salzburg) war ein deutsch-österreichischer Pädagoge, Geschichtsforscher und Prior in der Benediktinerabtei Michaelbeuern.

## Leben
Filz, Sohn armer Eltern, besuchte das Gymnasium in Passau und trat im März 1797 in das Kloster Michaelbeuern ein. Am 17. Juni 1798 legte er sein Ordensgelübde ab und wurde am 8. März 1800 zum Priester geweiht. 1799 begann Filz ein theologisches Studium an der Universität Salzburg und war ab 1805 Lehrender an der Benediktiner-Universität in Salzburg. 1811 wurde die Benediktiner-Universität aufgelöst und Filz erhielt von der königlich-bayerischen Regierung ein Anstellungs-Dekret als Gymnasialprofessor. 1817 ernannte man ihn zum provisorischen Präfekt am Gymnasium und 1819 zum Professor der allgemeinen Weltgeschichte am k.k. Lyceum in Salzburg. Nachdem Kaiser Ferdinand I. das Augustinerkloster Mülln dem Benediktinerstift Michaelbeuern zugewiesen hatte, gab Filz 1835 sein Lehramt auf und wurde Administrator und Prior des Klosters Mülln. 1836 ernannte die königliche bairische und 1848 die kaiserliche österreichische Akademie der Wissenschaften ihn zum korrespondierenden Mitglied. 1842 wurde er zum Prior des Klosters Michaelbeuern berufen.
Filz bedeutendstes Werk als Geschichtsforscher ist die „Geschichte des Salzburger Benediktiner-Stiftes Michaelbeuern“ aus dem Jahr 1833.

## Schriften
- Michael Filz: Geschichte des salzburgischen benedictinerstiftes Michaelbeuern, Band 2, Salzburg 1833.
- Autobiografie in Almanach der kaiserlichen Akademie der Wissenschaften, fünfter Jahrgang, 1855, Kaiserl. Akademie der Wissenschaften in Wien.

## Ehrungen
Filz erhielt zahlreiche Ehrenmitgliedschaften. 1836 verlieh ihm der Kaiser die Große goldene Ehrenmedaille mit Band. Im  Salzburger Stadtteil Maxglan ist die Michael-Filz-Gasse nach ihm benannt.